# ParaHoxozoa
ParaHoxozoa (hay Parahoxozoa) là một nhánh thuộc giới động vật bao gồm Bilateria, Placozoa, và Cnidaria. Mối quan hệ của nhánh này so với hai ngành động vật khác Ctenophora (Sứa lược) và Porifera (Thân lỗ) đang được tranh luận. Một số nghiên cứu phát sinh gen đã trình bày bằng chứng ủng hộ Ctenophora là chị em với Parahoxozoa và Porifera là nhóm chị em với các loài động vật còn lại (ví dụ:). Một số nghiên cứu đã đưa ra bằng chứng ủng hộ Porifera là chị em với Parahoxozoa và Ctenophora là nhóm chị em với phần còn lại của động vật (ví dụ:).

## Phát sinh loài
Cây phát sinh dưới đây, tương ứng với phần lớn các nghiên cứu phát sinh loài này, truyền đạt không chắc chắn này với một đa nhân.
|            | Placozoa                                               |
|            |                                                        |
| Planulozoa | \| \| Cnidaria \| \| \| \| \| \| Bilateria \| \| \| \| |
|            | \| \| Cnidaria \| \| \| \| \| \| Bilateria \| \| \| \| |
|            | Cnidaria                                               |
|            |                                                        |
|            | Bilateria                                              |
|            |                                                        |

|  | Cnidaria  |
|  |           |
|  | Bilateria |
|  |           |

|            | Placozoa                                               |
|            |                                                        |
| Planulozoa | \| \| Cnidaria \| \| \| \| \| \| Bilateria \| \| \| \| |
|            | \| \| Cnidaria \| \| \| \| \| \| Bilateria \| \| \| \| |
|            | Cnidaria                                               |
|            |                                                        |
|            | Bilateria                                              |
|            |                                                        |

|  | Cnidaria  |
|  |           |
|  | Bilateria |
|  |           |

|            | Placozoa                                               |
|            |                                                        |
| Planulozoa | \| \| Cnidaria \| \| \| \| \| \| Bilateria \| \| \| \| |
|            | \| \| Cnidaria \| \| \| \| \| \| Bilateria \| \| \| \| |
|            | Cnidaria                                               |
|            |                                                        |
|            | Bilateria                                              |
|            |                                                        |

|  | Cnidaria  |
|  |           |
|  | Bilateria |
|  |           |

|            | Placozoa                                               |
|            |                                                        |
| Planulozoa | \| \| Cnidaria \| \| \| \| \| \| Bilateria \| \| \| \| |
|            | \| \| Cnidaria \| \| \| \| \| \| Bilateria \| \| \| \| |
|            | Cnidaria                                               |
|            |                                                        |
|            | Bilateria                                              |
|            |                                                        |

|  | Cnidaria  |
|  |           |
|  | Bilateria |
|  |           |